# Бертольд Шульте
Бертольд Шульте (лат. Bertoldus, нем. Berthold Schulte, латыш. Bertolds, умер 24 июля 1198, Ливония) — второй епископ Икскюльский в 1196—1198 годах. По некоторым данным — основатель Риги.

## Биография
Бертольд, аббат Локкумского монастыря (около Ганновера) Цистерцианского ордена, был назначен епископом Ливонии — преемником Мейнарда после его смерти в 1196 году. Первоначально он не хотел ехать, но поддался просьбам  Бременского архиепископа Гартвига II и вначале отправился в Ливонию без войска. В 1197 году он прибыл в Икскюль.
Собрав к себе потенциальную паству, он постарался расположить её к себе напитками, угощением и подарками, и вначале как будто почувствовал взаимность. Но уже на освящении кладбища в Гольме ливы старались «одни сжечь его в церкви, другие убить, третьи — утопить», подозревая священника в корысти из-за его бедности.
Это заставило Бертольда уехать на Готланд, а оттуда далее в Саксонию, откуда он сообщил о падении церкви в Ливонии архиепископу Бременскому и папе, уже Иннокентию III. «Господин папа даровал отпущение грехов всем, кто примет на себя знак креста и вооружится против вероломных ливов; епископу Бертольду он дал грамоту об этом, как и его предшественнику», — указывается в Хронике Генриха Латвийского.
Летом 1198 года епископ Бертольд с большим войском крестоносцев высадился в устье Даугавы, где находились два поселения рижских ливов.
Как описывает события Генрих Латвийский, епископ подошел к замку Гольм и спросил его обитателей, собираются ли они принять и сохранить христианство, на что получил отказ и вынужден был вернуться «на место Риги».
Пока Бертольд совещался, ливы собрали войско на холме Кубе (moris Antiquus, mons Rige) и послали к епископу гонца спросить, зачем он привел войско. Тот ответил, что «они, как псы на блевотину, всё возвращаются от христианства к язычеству». Ливы обещали эту причину устранить, если он отпустит войско и уже принявших христианство будет принуждать его придерживаться, прочих же обращать «речами, а не мечами» (verbis, non verberibus).
Бертольд потребовал у старейшин их сыновей в залог своей безопасности, заключив краткое перемирие для сбора заложников, которых ливы между собой решили не давать. В знак перемирия стороны обменялись копьями.
Однако во время этого перемирия ливы убили несколько рыцарей, искавших фураж для лошадей. Возмущённый этим Бертольд отослал противникам копье обратно.
Стороны сошлись в схватке, в которой ливы были разбиты. Однако и сам Бертольд был убит ливским воином Имаутом:
Епископ Бертольд, не удержав коня, из-за его быстроты замешался в массу бегущих ливов. Тут двое схватили его, третий, по имени Имаут, пронзил сзади копьём, а прочие растерзали на куски.(Хроника Генриха Латвийского, книга вторая. О втором епископе Бертольде.)
После гибели епископа войско «стало на конях и с кораблей опустошать ливские нивы». Испугавшись, ливы снова запросили мира, в первый же день в Гольме крещение приняли почти 50 человек, на следующий день в Икскюле еще 100 человек. В своих замках они принимают священников и назначают им довольствие по мере хлеба с плуга.
Но как только собранное Бертольдом воинство отбыло обратно в Саксонию, ливы свои клятвы нарушили и пригрозили смертью оставшимся клирикам, если они не уберутся восвояси до Пасхи 1199 года. Это стало предпосылкой военной миссии преемника Бертольда, епископа Альберта.